# 그라비아 잡지
그라비아(일본어: グラビア)는 일본의 영상물 산업 중 하나이며, 주로 여성의 비키니 차림이나 세미 누드를 찍은 영상물 또는 화보집을 뜻하며 각각 그라비아 영상집 또는 그라비아 화보집으로 부른다

## 어원
그라비아는 음각판 인쇄기법을 가리키는 프랑스어 그라뷔르(프랑스어: gravure)에서 나온 단어로, 이 방식을 이용한 화보페이지에 16세에서 18세의 소녀들의 사진이 실리기 시작하며, 그라비아 아이돌이라는 말이 쓰이기 시작했다.

## 내용
그라비아 사진 또는 영상은 신체의 노출을 크게 하지 않고 주로 전신 수영복, 비키니 수영복 차림이며 성교 장면 등이 없어서 일반 포르노그래피 영상물과는 차이를 두고 있다. 그라비아 매체의 모델은 그라비아 아이돌이라 불리며, 주로 젊은 여성들을 모델로 삼는다.

## 같이 보기
- 그라비아 아이돌